# 一岡竜司
一岡 竜司（いちおか りゅうじ、1991年1月11日 - ）は、福岡県糸島市出身の元プロ野球選手（投手）。右投右打。

## 経歴

### プロ入り前
糸島市立前原西中学校時代は糸島イーグルス(ポニー)でプレイ。大分県の藤蔭高等学校に進学後、2年時の秋に肘を壊し、3年時は登板がなかった。
大学や社会人から声が掛からず、専門学校コンピュータ教育学院の野球部にセレクションを経て入学。1年時の2009年から公式戦に登板し実績を重ね、体重が20kg増え、球速も15km/hアップした。
2年時の2010年、第40回JABA徳山(スポニチ)大会では同チームの優勝に貢献し、自身は登板した2試合で完封勝ちを収め最高殊勲選手賞を受賞した。
3年時の2011年、第82回都市対抗野球大会の予選では、九州2次予選の初戦の対鹿児島ホワイトウェーブ戦で5安打完封勝利を挙げ11奪三振を記録した。2回戦の対九州三菱自動車戦では、9回3安打2失点と好投するも1-2で敗戦。大会後、JR九州の補強選手に選出され、1回戦の対JR東海戦に先発。3回0/3を4安打2失点と粘りの投球を見せるも敗戦投手となった。
同年10月27日、プロ野球ドラフト会議にて読売ジャイアンツから3位指名を受け、契約金5500万円、年俸1000万円で入団に合意した。背番号は46。

### 巨人時代

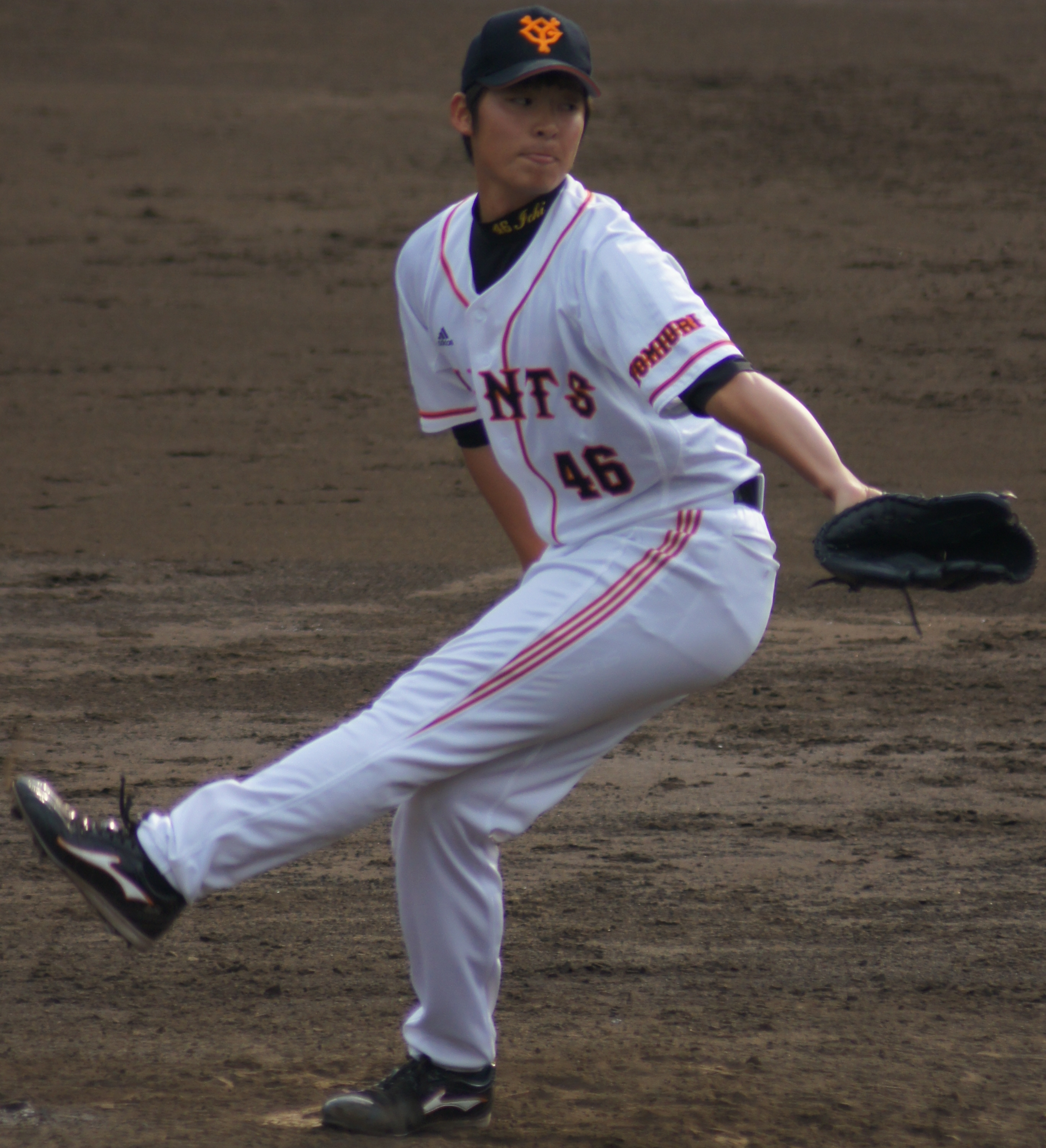
読売ジャイアンツ時代
（2013年4月10日）

2012年は4月6日に一軍登録されるも定着に至らず。シーズン序盤は二軍で抑えを務め、6月のイースタン・リーグMVPを受賞した。
2013年も二軍で抑えを務め、二軍成績は35登板で32回2/3を投げ15セーブ、42三振、防御率1.10であった。シーズン途中には一軍に昇格し、前年を上回る9試合に登板。オフにはプエルトリコ・ウインターリーグに江柄子裕樹とともに派遣され、3試合に先発登板し、2勝0敗、防御率1.62を記録したが、右足首捻挫のため予定より早い11月30日に帰国した。12月25日にFAで巨人へ移籍した大竹寛の人的補償として広島東洋カープへの移籍が発表され、2014年1月7日にNPBから公示された。

### 広島時代
2014年は、開幕一軍入りを果たし、3月29日の対中日ドラゴンズ戦では初ホールドを記録。シーズン13試合目の登板となった4月27日の対巨人戦では、延長11回表を無失点に抑えると、ブラッド・エルドレッドのサヨナラ3点本塁打によりプロ初勝利を記録し、ヒーローインタビューでは故郷の博多弁で喜びを爆発させた。2014年5月25日、マツダスタジアムでの埼玉西武ライオンズ戦で2点リードの9回に登板し、1回を2奪三振、被安打1、無失点に抑えてプロ初セーブを挙げた。「この日が来るのを夢見ていました。これからもスーパーサブで回れたらいいなと思います」と満面の笑みで語った。その後勝ちパターンのリリーフとして安定した成績を残し、23試合登板した時点で防御率0.78を記録していたが、右肩痛を発症し6月9日に一軍登録を抹消された。8月に戦線復帰したものの再度右肩痛で抹消されてその後一軍での登板はなかった。移籍1年目のシーズンは31試合に登板し防御率0.58の好成績を収めたことが評価され、契約更改では1350万円増の推定年俸2400万円で契約を更改した。
2015年は開幕一軍メンバーに選ばれるが、4月3日の中日戦（ナゴヤドーム）でサヨナラ打を打たれプロ初黒星を喫した。5月20日の中日戦（豊橋市民球場）では移籍後ワーストの4失点を喫し、5月21日に登録を抹消された。その後8月2日の横浜DeNAベイスターズ戦（横浜スタジアム）で7回裏に登板し無失点に抑え、8回表にライネル・ロサリオの2ランで逆転し、シーズン初勝利。8月7日の巨人戦（東京ドーム）では延長12回裏に危険球退場した中﨑翔太に代わって登板し、シーズン初セーブ（通算3セーブ目）を挙げた。オフに、現状維持の推定年俸2400万円で契約を更改した。
2016年は怪我で出遅れ、一軍登板が6月の半ばであった。一軍復帰後は安定した投球をしていたが7月25日に右腕の検査のため二軍落ち。8月に復帰後は再び安定した投球を見せチームのリーグ優勝及び日本シリーズ出場に貢献した。しかし日本シリーズでは登板機会に恵まれなかった。オフに、推定年俸2800万円で契約を更改した
2017年は開幕には間に合わなかったが、4月後半に一軍に昇格。自己最多の59試合に登板し6勝19ホールド、防御率1.85の成績を残し、2年連続のリーグ優勝に貢献。しかしクライマックスシリーズは3試合に投げ1失点と好投はしたが、チームは敗退し日本シリーズ出場は叶わなかった。オフに、2500万円増の推定年俸5300万円で契約を更改した
2018年は前年に引き続き59試合に登板。中﨑翔太、ヘロニモ・フランスアらと共に勝利の方程式を担い、5勝2セーブ18ホールド、防御率2.88を記録。3連覇に大きく貢献した。契約更改では2400万円増の推定年俸7700万円で契約を更改した。
2019年は序盤には前年までと同様セットアッパーとして活躍したが、7月に登録抹消されると8月に一軍昇格となった際も振るわず、再び登録抹消されシーズンを終えた。33試合の登板にとどまったこともあり、契約更改ではプロ入り後初めての減俸となる400万円減の7300万円で契約を更改した。
2020年は開幕二軍スタートだったが7月半ばに一軍昇格。昇格後5試合連続無失の好投しシーズン初セーブも記録したが、3連投目になった7月24日対横浜戦の9回2点リードの場面で登板するとサヨナラ満塁本塁打を含む5失点でシーズン初黒星を喫し、以後投球内容の悪さから登板の場面も限られ2度の登録抹消もされ移籍後ワーストの成績に終わる。オフに1700万円減の推定年俸5600万円で契約を更改した。
2021年はシーズンを通して不調が続き、二軍では40試合に登板したがプロ10年目で初めて一軍登板なくシーズンを終えた。オフに1400万減の推定年俸4200万円で契約を更改した。
2022年、8月6日の阪神タイガース戦（マツダスタジアム）で9回表を無失点で抑えると、裏の攻撃で3点ビハインドを逆転サヨナラ。一岡は4年ぶりの勝利投手になるとともに、プロ通算のホールドポイントを100に乗せた。
2023年、9月28日に引退を表明し、10月1日の阪神タイガース戦で引退試合を行った。自身は6回表に登板。先頭打者の島田海吏に対し8球全て直球で挑み、最後は144km/hを外角高めのコースに決め、見逃し三振で有終の美を飾った。試合後のセレモニーでは関係者やファンに感謝を伝え、同僚から8回胴上げされて宙を舞った。
引退会見では引退を決断した理由について「ここ2、3年は戦力になっていない自覚もあったし、自分のストレートを投げられなくなった。自分でも納得して球団に引退を伝えた」と説明していた。
引退後は広島東洋カープでデータ分析を行う球団アナリストを務める。ホークアイやラプソードなどの高精度測定器機を通じた、投球等の動作解析・数値化に携わる。引退後のセカンドキャリアとして多方面から仕事依頼があったが、カープが引退試合を用意したことに恩義を感じ球団職員のオファーがあれば最優先するつもりだったという。

## 選手としての特徴

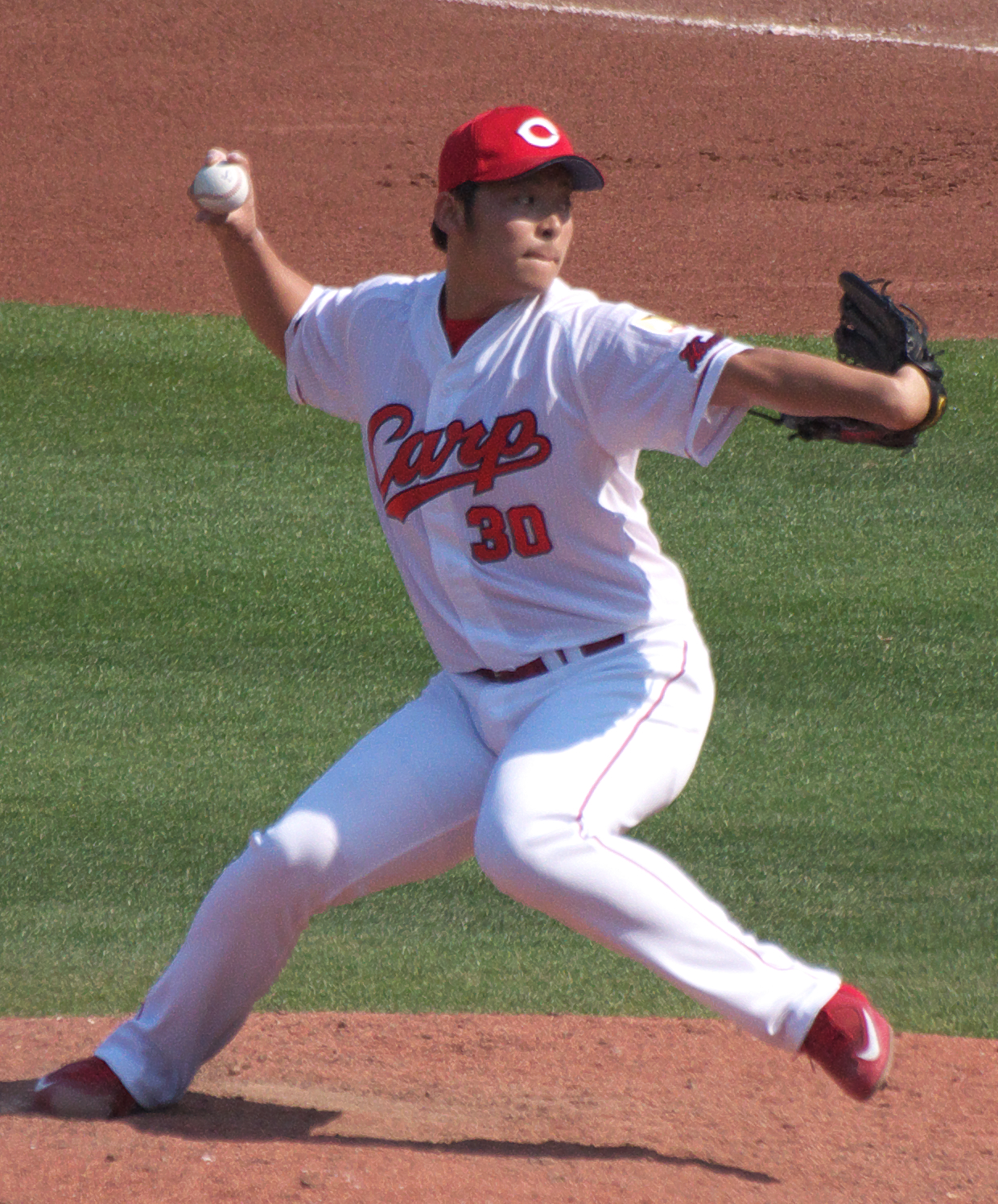
投球フォーム

最速151km/hの速球が持ち味の本格右腕。他にもフォーク、カットボール、スライダー、カーブなど多種の変化球を持ち球としている。
二軍で対戦経験がある高森勇旗は「タイミングが取りにくく、ボールの出どころが見えづらい独特な投球フォームをしており、浅尾拓也と同タイプの投手」と評価している。
また、フィールディングにも定評があり、バント処理などでダイビングキャッチを試みたり、怪我を恐れない闘志あふれるプレーを度々見せる。
なお、プロ入りしてから引退まで、一度も打席に立っていない。

## 人物
愛称は「イッチー」。
沖データコンピュータ教育学院時代には、Microsoft Office Specialistなどの資格を取得している。学生時代にイタリア料理店でアルバイトとして働いていたが、客にスープをこぼすなど失敗続きで、よく泣いていたという。
引っ込み思案で人見知りな性格で、巨人時代には二軍投手コーチの豊田清から「積極的にいけ」とアドバイスされており、広島に移籍が決まった際にも「積極的にいかないと、請われていく意味がないだろ」と言われた。
広島球団は2013年から一岡を調査しており、大竹のFA移籍時にプロテクトリストから外れていたため指名した。獲得が決まった際、球団幹部は「トレードでは取れない選手」と一岡を絶賛していた。
庶民的な面もあり、広島電鉄に乗って買い物に行くこともあるという。また、腕を振る練習としてバドミントンのラケットを愛用している。
巨人時代に熱帯魚とウーパールーパーとエビを飼育していた。料理も趣味の一つであり、得意料理はトンカツ。
顔がカピバラに似ているため、チームメイトの今村猛や大瀬良大地とともに「カピバラ3兄弟」と呼ばれ、球団もカピバラのイラストを描いたTシャツを発売している。

## 詳細情報

### 年度別投手成績
| 年 度      | 球 団      | 登 板 | 先 発 | 完 投 | 完 封 | 無 四 球 | 勝 利 | 敗 戦 | セ 丨 ブ | ホ 丨 ル ド | 勝 率 | 打 者 | 投 球 回 | 被 安 打 | 被 本 塁 打 | 与 四 球 | 敬 遠 | 与 死 球 | 奪 三 振 | 暴 投 | ボ 丨 ク | 失 点 | 自 責 点 | 防 御 率 | W H I P |
| ---------- | ---------- | ----- | ----- | ----- | ----- | -------- | ----- | ----- | -------- | ----------- | ----- | ----- | -------- | -------- | ----------- | -------- | ----- | -------- | -------- | ----- | -------- | ----- | -------- | -------- | ------- |
| 2012       | 巨人       | 4     | 0     | 0     | 0     | 0        | 0     | 0     | 0        | 0           | ----  | 21    | 5.0      | 5        | 0           | 0        | 0     | 1        | 3        | 0     | 0        | 3     | 2        | 3.60     | 1.00    |
| 2013       | 巨人       | 9     | 0     | 0     | 0     | 0        | 0     | 0     | 0        | 0           | ----  | 44    | 10.1     | 11       | 0           | 3        | 0     | 0        | 8        | 1     | 0        | 6     | 6        | 5.23     | 1.35    |
| 2014       | 広島       | 31    | 0     | 0     | 0     | 0        | 2     | 0     | 2        | 16          | 1.000 | 114   | 31.0     | 16       | 0           | 7        | 0     | 0        | 27       | 0     | 0        | 3     | 2        | 0.58     | 0.74    |
| 2015       | 広島       | 38    | 0     | 0     | 0     | 0        | 2     | 4     | 1        | 7           | .333  | 176   | 37.0     | 42       | 5           | 21       | 0     | 1        | 35       | 0     | 0        | 21    | 17       | 4.14     | 1.70    |
| 2016       | 広島       | 27    | 0     | 0     | 0     | 0        | 1     | 1     | 0        | 5           | .500  | 96    | 24.2     | 16       | 0           | 10       | 0     | 0        | 21       | 0     | 0        | 5     | 5        | 1.82     | 1.05    |
| 2017       | 広島       | 59    | 0     | 0     | 0     | 0        | 6     | 2     | 1        | 19          | .750  | 234   | 58.1     | 42       | 1           | 20       | 0     | 0        | 58       | 1     | 0        | 14    | 12       | 1.85     | 1.06    |
| 2018       | 広島       | 59    | 0     | 0     | 0     | 0        | 5     | 6     | 2        | 18          | .455  | 238   | 56.1     | 46       | 7           | 22       | 2     | 0        | 61       | 1     | 0        | 20    | 18       | 2.88     | 1.21    |
| 2019       | 広島       | 33    | 0     | 0     | 0     | 0        | 0     | 0     | 0        | 16          | ----  | 133   | 31.0     | 29       | 1           | 10       | 0     | 2        | 18       | 2     | 0        | 11    | 10       | 2.90     | 1.26    |
| 2020       | 広島       | 19    | 0     | 0     | 0     | 0        | 0     | 1     | 1        | 2           | .000  | 81    | 17.1     | 25       | 2           | 5        | 0     | 1        | 14       | 0     | 0        | 12    | 12       | 6.23     | 1.73    |
| 2022       | 広島       | 10    | 0     | 0     | 0     | 0        | 1     | 0     | 0        | 1           | 1.000 | 41    | 8.2      | 15       | 0           | 1        | 0     | 0        | 7        | 0     | 0        | 2     | 2        | 2.08     | 1.85    |
| 2023       | 広島       | 1     | 0     | 0     | 0     | 0        | 0     | 0     | 0        | 0           | ----  | 1     | 0.1      | 0        | 0           | 0        | 0     | 0        | 1        | 0     | 0        | 0     | 0        | 0.00     | 0.00    |
| 通算：11年 | 通算：11年 | 290   | 0     | 0     | 0     | 0        | 17    | 14    | 7        | 84          | .548  | 1179  | 280.0    | 247      | 16          | 99       | 2     | 5        | 253      | 5     | 0        | 97    | 86       | 2.76     | 1.24    |

### 年度別守備成績
| 年 度 | 球 団 | 投手  | 投手  | 投手  | 投手  | 投手  | 投手     |
| 年 度 | 球 団 | 試 合 | 刺 殺 | 補 殺 | 失 策 | 併 殺 | 守 備 率 |
| ----- | ----- | ----- | ----- | ----- | ----- | ----- | -------- |
| 2012  | 巨人  | 4     | 0     | 2     | 0     | 0     | 1.000    |
| 2013  | 巨人  | 9     | 0     | 1     | 0     | 0     | 1.000    |
| 2014  | 広島  | 31    | 0     | 2     | 0     | 0     | 1.000    |
| 2015  | 広島  | 38    | 1     | 3     | 1     | 0     | .800     |
| 2016  | 広島  | 27    | 0     | 2     | 0     | 0     | 1.000    |
| 2017  | 広島  | 59    | 3     | 12    | 1     | 1     | .938     |
| 2018  | 広島  | 59    | 2     | 8     | 0     | 1     | 1.000    |
| 2019  | 広島  | 33    | 5     | 5     | 0     | 2     | 1.000    |
| 2020  | 広島  | 19    | 0     | 2     | 0     | 0     | 1.000    |
| 2022  | 広島  | 10    | 1     | 0     | 0     | 0     | 1.000    |
| 2023  | 広島  | 1     | 0     | 0     | 0     | 0     | ----     |
| 通算  | 通算  | 290   | 12    | 37    | 2     | 4     | .961     |

### 記録
初記録
- 初登板：2012年5月16日、対オリックス・バファローズ1回戦（東京ドーム）、8回表に4番手で救援登板・完了、2回無失点1奪三振
- 初奪三振：同上、9回表に日高剛から空振り三振
- 初ホールド：2014年3月29日、対中日ドラゴンズ2回戦（ナゴヤドーム）、7回裏に2番手で救援登板、1回無失点[12]
- 初勝利：2014年4月27日、対読売ジャイアンツ6回戦（MAZDA Zoom-Zoom スタジアム広島）、11回表に3番手で救援登板・完了、1回無失点[13]
- 初セーブ：2014年5月25日、対埼玉西武ライオンズ1回戦（MAZDA Zoom-Zoom スタジアム広島）、9回表に3番手で救援登板・完了、1回無失点

その他の記録
- オールスターゲーム出場：1回（2014年）

### 背番号
- 46（2012年 - 2013年）
- 30（2014年 - 2023年）